# Pilule combinée

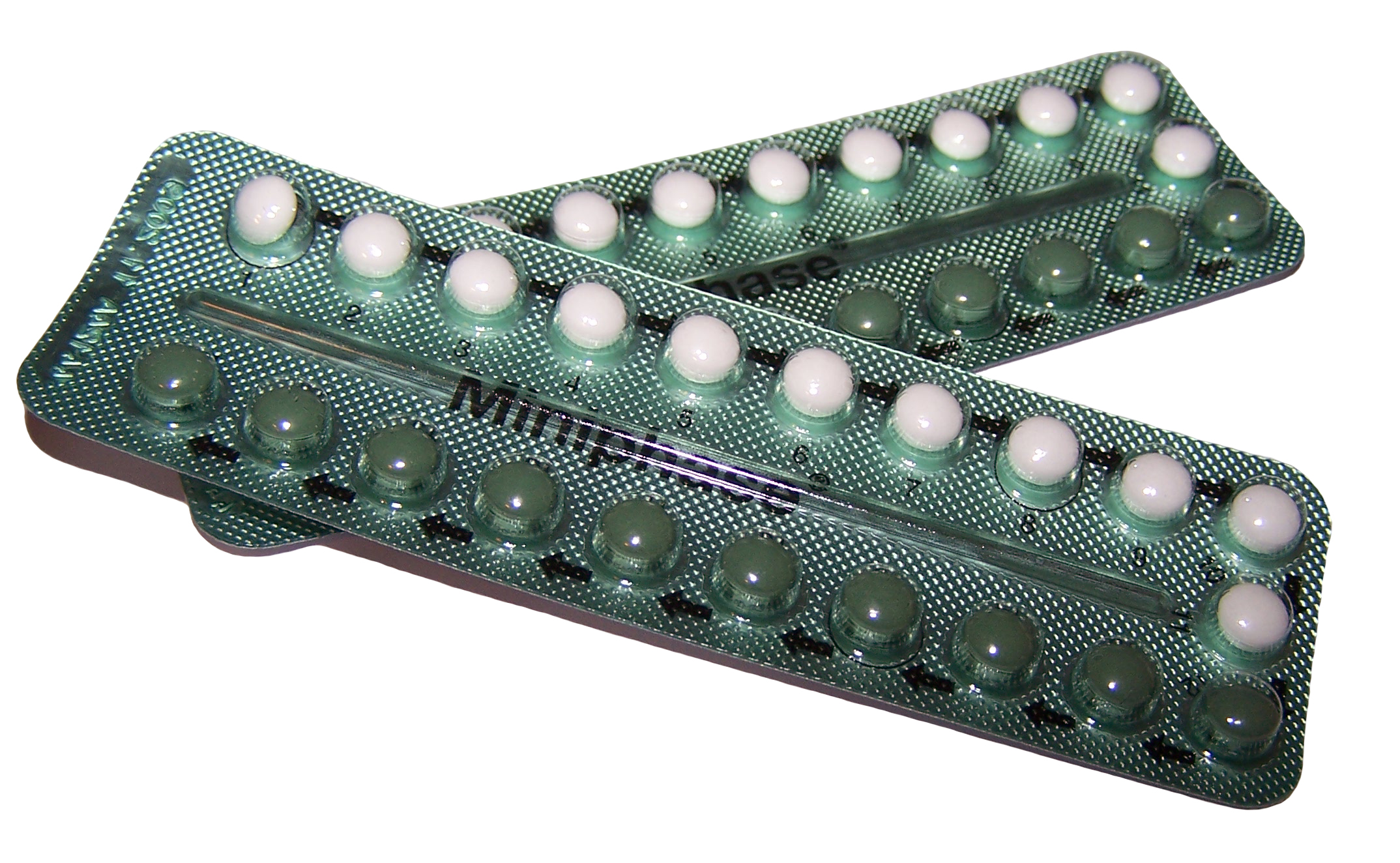
Pilules contraceptives

La pilule combinée ou pilule œstroprogestative est, avec la pilule progestative, la troisième méthode contraceptive la plus utilisée au monde après la stérilisation et le DIU.
Elle contient les deux hormones de synthèse (un œstrogène et un progestatif, qui imitent les hormones féminines que sont l'œstradiol et la progestérone, sécrétées naturellement par les ovaires de la femme), qui sont à l'origine du blocage de l'ovulation induit par la prise de la pilule combinée.
La pilule combinée a une efficacité d'environ 99,5 %, mais son efficacité peut rapidement diminuer si les conditions d'utilisation ne sont pas correctement respectées, notamment en cas d'oubli, où elle présente 5 à 15 % d'échec.
Pour les femmes utilisant ce type de pilule, la consommation de tabac est fortement déconseillée,.

## Histoire
La pilule dite « combinée » qui contient deux hormones : un œstrogène de synthèse qui est l'éthinylestradiol pour toutes les pilules et un progestatif (qui est différent selon la pilule) a été la première contraception hormonale mise au point et aussi celle qui a le plus évolué depuis sa première commercialisation.
Dans les années 1920, il a été démontré que pendant la grossesse, les hormones sécrétées par l'ovaire bloquent l'ovulation, par conséquent, les femmes déjà enceintes ne peuvent pas être fécondées. Dès les années 1940, la synthèse artificielle des hormones féminines est mise au point et l'idée d'en faire un usage contraceptif émerge. Le 15 octobre 1951, Luis Miramontes synthétise la noréthistérone, qui est le composé actif principal de la pilule contraceptive. Le brevet du composé est partagé avec Carl Djerassi et Jorge Rosenkranz, de la compagnie de chimie Laboratorios Syntex SA.
Dans les années 1950 et 1960, à l'initiative de Margaret Sanger, une activiste américaine, la millionnaire Katharine McCormick finance les travaux expérimentaux du biologiste américain Gregory Pincus qui mettra la pilule au point en 1956 avec l'obstétricien John Rock».. Le gouvernement américain refusant d'autoriser l'expérimentation de la pilule combinée sur son propre sol, celle-ci est donc expérimentée à Porto Rico en 1956.
Le 10 juin 1957, la FDA délivre une autorisation de mise sur le marché pour l'Enovid, uniquement dans l'indication de troubles menstruels. L'AMM pour l'utilisation à des fins contraceptives sera délivrée trois ans plus tard, le 23 juin 1960. En Grande-Bretagne l'autorisation sera donnée en 1961. En France, elle ne le sera qu'en 1967, à la suite de la loi Neuwirth. En 1970, le sénateur démocrate américain Gaylord Nelson organisera une série d'auditions, les Nelson Pill Hearings (en), après avoir lu le livre de la féministe Barbara Seaman, The Doctor's Case Against the Pill (1969). C'est notamment à la suite de cette affaire[Laquelle ?] que la Food and Drug Administration obligea, pour la première fois s'agissant d'un médicament sur prescription et de voie orale, les fabricants à inclure une notice d'information (patient-package insert (en)), détaillant les éventuels effets secondaires et les modalités de bon emploi.

## Les trois mécanismes contraceptifs
La contraception par pilule combinée est née d'un hasard heureux puisque, au départ, les comprimés ne devaient contenir qu'un progestatif. Accidentellement, ils contiennent aussi un œstrogène (à l'époque, 1956, il s'agissait du mestranol). Or, l'association œstrogène et progestatif est plus efficace qu'un progestatif seul, pour bloquer l'ovulation. La contraception par pilule combinée est extrêmement efficace, très pratique, indépendante de l'acte sexuel et elle est réversible : si l'on cesse la prise de la pilule combinée, le cycle menstruel redevient ce qu'il était avant toute prise de contraceptif oral.
La pilule combinée agit de trois manières différentes :
1. Tout d'abord, elle bloque l'ovulation et le cycle menstruel. L'ovulation est contrôlée par deux hormones produites par l'hypophyse : FSH et LH. L'hormone de stimulation des follicules (FSH) permet la maturation des ovocytes. D'autre part, une forte concentration de l'hormone lutéinisante (LH) déclenche l'ovulation. Les œstrogènes et la progestérone, hormones féminines produites par les ovaires, tendent à faire diminuer la concentration de FSH et LH dans le sang. La pilule œstroprogestative apporte une quantité importante de ces hormones, donc elle diminue artificiellement la sécrétion de FSH et LH dans le sang : avec un faible taux sanguin de FSH, la croissance folliculaire en debut de cycle est ralentie, et de ce fait il n'y a pas formation d'un follicule mur. Sans pic de secretion de LH, il n'y a pas d'ovulation.
2. Elle épaissit la glaire cervicale. La glaire cervicale est une sécrétion du col de l'utérus. Selon sa consistance (ou filance), elle est plus ou moins perméable aux spermatozoïdes. C'est le progestatif présent dans la pilule combinée qui assure l'épaississement de cette glaire et la rend imperméable aux spermatozoïdes.
3. La pilule œstroprogestative agit sur la muqueuse utérine en la rendant impropre à la nidation (c'est-à-dire à l'implantation de l'embryon). Ceci interrompt précocement la grossesse, l'embryon non implanté est en effet expulsé de l'utérus (effet contragestatif).

## Mode d'emploi
La pilule combinée est commercialisée sous deux formes :
- La première forme présente une boîte de plaquettes de vingt-et-un comprimés. Il faut alors prendre un comprimé par jour, pendant vingt et un jours. Il faut ensuite cesser la prise de la pilule pendant sept jours, pour faire apparaître des saignements (de fausses règles nommées hémorragies de privation).
- La deuxième forme présente une boîte de plaquettes de vingt-huit comprimés, dont quatre ne contenant pas d’hormones.

### Oubli
Les pilules œstro-progestatives (combinées), peuvent être prises avec un retard de douze heures sur l'heure habituelle de prise, sans que cela ne nuise à leur efficacité. Ce n'est pas le cas des autres pilules (progestatives pures). Dans tous les cas, le retard maximal de prise est indiqué dans la notice. Passé le délai, un autre mode contraceptif doit être utilisé jusqu'à la fin du cycle. Il faut également prendre la pilule oubliée et continuer jusqu'à la fin du cycle.

### Enchaînement de plaquettes
Bien que les plaquettes de pilule ne soient pas commercialisées de cette manière, il est possible d'enchaîner, à court ou long terme, les plaquettes afin de se passer de saignements, sans danger ni pour la santé, ni pour sa fertilité future. Cette méthode consiste à ne prendre que les comprimés anovulants (actifs). Toutes les pilules peuvent être utilisées de la sorte. Les contre-indications sont les mêmes que pour la prise « normale ».
Ainsi, les saignements survenant sous pilule ont été conçus pour imiter un cycle naturel, mais ne sont pas des règles « réelles » ou « naturelles » indicatrices d'un cycle menstruel. En effet, il n'y a pas d'ovulation donc pas de cycle sous contraception hormonale œstro-progestative. Ces saignements ont été instaurés pour des raisons culturelles, afin de mimer une « normalité » et de rendre les femmes plus à l'aise avec la prise de la pilule. Appelés « hémorragies de privation », les saignements sont directement provoqués par le manque d'hormone lors de l'arrêt de la prise de la pilule ou de l'absorption de ses comprimés sans hormone. De plus, ces hémorragies ne garantissent pas que l'utilisatrice n'est pas enceinte. 
Parmi les avantages, l'enchaînement de plaquettes augmente la sécurité contraceptive,, car la principale cause de grossesse sous pilule contraceptive est l'oubli d'un comprimé en début de plaquette (lors de la reprise des comprimés),. Cette méthode permet également la diminution ou la disparition des syndromes prémenstruels, de migraines qui apparaissant pendant la semaine d'arrêt, la réduction des anémies en fer dues à des règles trop abondantes, et constitue souvent un traitement à l'endométriose,. En outre, le confort d'une patiente gênée par ses règles dans sa vie courante peut en être amélioré. Cependant, la prise sur le long terme peut parfois entraîner des saignements légers intermittents, appelés spottings.

## Effets secondaires
L'œstrogène contenu dans la pilule peut être source de problèmes cardio-vasculaires pour les femmes présentant des facteurs de risques, comme les personnes fumeuses de plus de 35 ans ou non fumeuses de plus de 40 ans[réf. nécessaire]. 
La pilule combinée peut exposer un risque plus élevé de thrombose veineuse, c'est-à-dire à la formation de caillots dans les veines. Lorsqu'un de ces caillots obstrue une veine et y reste coincé, il constitue une phlébite. Mais si le caillot se déplace, il peut obstruer une artère pulmonaire, constituant une embolie pulmonaire. Néanmoins, ces accidents demeurent très rares. Le risque vasculaire semble légèrement plus important pour les pilules plus dosées en œstrogènes, le rôle du progestatif ne semblant pas important. Ce genre d'accident peut apparaître à la suite d'une opération chirurgicale sous anesthésie générale, c'est pourquoi il est conseillé d'interrompre sa contraception environ deux semaines avant une telle intervention[réf. souhaitée].
Chez certaines personnes, les hormones contenues dans la pilule peuvent entraîner des modifications ou des troubles de l'humeur, voire des dépressions[réf. souhaitée].
Depuis sa commercialisation, la pilule combinée était soupçonnée d'influer sur la survenue d'un cancer du sein, mais des études ont montré le contraire.
À l'inverse de ces complications qui peuvent mettre la vie en danger, la pilule combinée a prouvé son efficacité dans la prévention de certains cancers féminins.
Par exemple, le blocage de l'ovulation qu'elle induit diminue le risque de cancer de l'endomètre et de l'ovaire. Au contraire, elle augmenterait légèrement le risque de cancer du col utérin et peut-être celui des cancers du sein[réf. nécessaire].

## Disponibilité en France
Les pilules combinées à vingt-et-un comprimés sont Adépal, Cilest, Cycléane 20, Cycléane 30, Effiprev, Harmonet, Méliane, Mercilon, Minidril, Miniphase, Minulet, Moneva, Otho-Novum 1/35, Phaeva, Tri-Minulet, Trinordiol, Varnoline.
Les pilules combinées à vingt-huit comprimés (vingt-quatre actifs et quatre inactifs) sont Minesse, Mélodia, Varnoline Continu (ce dernier contenant vingt-et-un comprimés actifs et sept inactifs).
Les pilules combinées les plus anciennes encore actuellement disponibles sur le marché sont dites « normodosées » (comme le Stédiril).